# Jiří Dostál (fotbalista)
Jiří Dostál (* 13. června 1957) je bývalý český fotbalista, brankář.

## Fotbalová kariéra
V československé lize chytal za Spartu Praha. Nastoupil v 5 ligových utkáních. V sezóně 1983/84 získal se Spartou mistrovský titul. Ve druhé lize chytal za Železárny Prostějov a Zbrojovku Brno.

## Ligová bilance
| Ročník                                   | Zápasy | Góly | Klub                |
| ---------------------------------------- | ------ | ---- | ------------------- |
| Česká národní fotbalová liga 1980/81     | 6      | 0    | Železárny Prostějov |
| Česká národní fotbalová liga 1981/82     | 12     | 0    | Železárny Prostějov |
| 1. československá fotbalová liga 1982/83 | 4      | 0    | Sparta Praha        |
| 1. československá fotbalová liga 1983/84 | 1      | 0    | Sparta Praha        |
| Česká národní fotbalová liga 1984/85     | 11     | 0    | Zbrojovka Brno      |
| Česká národní fotbalová liga 1985/86     | 7      | 0    | Zbrojovka Brno      |
| CELKEM 1. liga                           | 5      | 0    |                     |